# Dezille Brothers
Dezille Brothers（デジルブラザーズ）は、日本のソウル・ファンク・バンド。略称はdb、デジル、出汁など。

## 略歴
2008年、椎名純平の呼びかけで、竹内朋康、鈴木渉、白根佳尚というブラック・ミュージック好きやセッション・ミュージシャンの間ではよく知られた4人により、前身にあたる「椎名純平&The Soul Force」を結成。8月、「RISINGSUN ROCK FESTIVAL 08 in Ezo」に出演。 
2010年春、SWING-O a.k.a. 45の加入に伴い、バンド名を「Dezille Brothers」に改名。同年12月1日、公式サイト開設とともに本格的なバンド活動を開始。8月、「RISINGSUN ROCK FESTIVAL 10 in Ezo」に出演。12月、「COUNTDOWN JAPAN 10/11」に出演。
2011年3月2日、アルバム『だしの取りかた』でキングレコードからデビュー。

## メンバー
- 椎名 純平（しいな じゅんぺい）：ボーカル&ローズ・ピアノ
  - ソウル・マナーに精通したシンガーソングライター[4]。
- SWING-O a.k.a. 45（スウィンゴ・エーケーエー・フォーティファイブ）：キーボード、プロデューサー
  - 2010年春、加入。ヒップホップ・バンドのJAMNUTSとして活動後、CHARAやAIなどのプロデュースを手掛けるほか、45の名義でアルバムを発表するなどソロ活動も盛ん[4]。
- 竹内 朋康（たけうち ともやす）：ギター
  - 元SUPER BUTTER DOGのギタリスト[4]。
- 鈴木 渉（すずき わたる）：ベース
  - ジャズ・ファンク・バンドのurbでの活動を経て、スガシカオやJUJUなどをサポート[4]。
- 白根 佳尚（しらね よしたか）：ドラム
  - ピアノ・トリオのWaJaRoで活動するほか、KREVAやROOT SOULなどのライヴに参加[4]。